# 갓센드
《갓센드》(영어: Godsend)는 2004년 공개된 미국과 캐나다의 심리 공포 스릴러 영화이다. 닉 햄이 연출하고, 그레그 키니어, 리베카 로메인, 캐머런 브라이트, 로버트 드니로 등이 출연하였다. 평론가들로부터 대체로 부정 평가를 받았다.

## 줄거리
8살 아들 애덤을 갑자기 잃은 폴과 제시 덩컨 부부에게 의사 리처드 웰스가 애덤의 복제를 제안한다. 자연 임신이 더 이상 불가능한 덩컨 부부는 고민 끝에 어렵게 동의하고 아는 사람이 아무도 없는 곳으로 이사를 가서 모든 것을 새로 시작한다.
"애덤 2"는 8살이 되자 야경증에 시달리며, 재커리라는 소년이 어느 학교 복도에서 아이들로부터 놀림을 당하다가 학교가 불타고 모르는 여인이 망치에 얻어맞아 죽는 환영을 보게 된다. 이 과정에서 애덤 2는 악의로 똘똘 뭉친 반항적인 성격으로 변해간다. 그 와중에 애덤 2가 괴롭히던 소년 중 한 명이 실종되었다가 강에서 사체로 끌어올려진다. 폴은 곧 애덤 2가 보는 환영 속의 학교 이름이 세인트 파이어스이며 재커리라는 소년의 성은 클라크라는 걸 알게 된다.
폴은 재커리 클라크의 예전 유모 코라를 수소문해 만나게 된다. 폴은 코라로부터 애덤 2가 본 환영은 재커리의 과거라는 것을 확인 받는다. 더불어 유전학자였던 재커리의 아빠는 가명으로 신원을 감춘 채 살고 있었는데, 다름 아닌 리처드 웰스였다.
화재로 재커리의 DNA는 다른 이의 살아있는 세포의 보조 없이는 복제가 불가능할 정도로 손상됐는데, 리처드는 애덤을 복제하면서 몰래 재커리의 세포를 섞었던 것이다. 이 실험이 완전히 성공했다면 애덤 2를 납치할 생각이었지만, 애덤 2가 절반의 성공에 불과하자 납치를 없던 일로 했던 것이다.
폴은 급히 집으로 돌아간다. 애덤 2는 재커리의 인격에 조종을 당하며 과거 재커리가 본인 엄마를 죽였던 방식 그대로 제시를 죽이려던 참이었으나, 애덤 2가 다시 주인격이 되면서 가까스로 살인을 멈춘다.
애덤 2를 계속 주인격으로 머물게 하려는 노력의 일환으로 덩컨 부부는 새 출발을 위해 이사를 가기로 한다. 하지만 결국 다시 재커리가 주인격이 됐다는 암시와 함께 영화가 끝난다.

## 출연
- 그레그 키니어 - 폴 덩컨 역
- 리베카 로메인 - 제시 덩컨 역
- 로버트 드니로 - 리처드 웰스 역
- 캐머런 브라이트 - 애덤 덩컨 역
- 재닛 베일리 - 코라 윌리엄스 역
- 크리스토퍼 브리턴 - 의사 리버 역
- 제이크 시먼스 - 댄 샌들러 역
- 엘 다운스 - 클래라 샌들러 역
- 조이 파머 - 수전 피어스 역
- 데번 보스틱 - 재커리 클라크 웰스 역
- 먼로 체임버스 - 맥스 쇼 역

## 기타 제작진
- 공동 제작: 마이클 퍼세오넥, 토드 와그너
- 협력 제작: 크리스토퍼 브리그스, 로버트 오티즈
- 배역: 세라 핀, 스테퍼니 고린, 랜디 힐러
- 미술: 더그 크레이너
- 의상: 수잰 매케이브